# Delia (Kansas)
Pour les articles homonymes, voir Delia (homonymie).
Delia est une ville américaine située dans le Comté de Jackson, au Kansas. Selon le recensement de 2010, sa population est de 169 habitants.